# Leon V. Armenac
Leon V. Armenac ili Lav V. Armenac (Armenija, između 770. i 780. – Carigrad, 25. prosinca 820.), bizantski car (813. – 820.). U ratovima za bizantsko prijestolje isprva je podupirao Bardana Turčina, a potom se priklonio caru Nikeforu I. (802. – 811.) Tijekom vladavine Nikefora I. i Mihaela I. (811. – 813.) bio je strateg teme Anatolikon. Suprotstavio se politici cara Mihaela I., zbacio ga s prijestolja i samostalno zavladao 813. godine.
Pokušao je ubiti bugarskog kana Kruma za vrijeme mirovnih pregovora, a s bugarskim kanom Omurtagom dogovorio je tridesetogodišnje mir te osigurao istočnu granicu Carstva. Smijenio je patrijarha Nikefora i obnovio ikonoklastičku politiku. Ubijen je u crkvi sv. Sofije na Božićnu noć. Naaslijedio ga je Mihael II. koji je bio okrunjen preko dana tog istog Božića.

## Brak
Supruga cara Leona je bila carica Teodozija.

### Članci
- Tadin, Marin. 1984. Bizantinski ikonoklazam ili kipoborstvo (730—843. god.). Crkva u svijetu. Sveučilište u Splitu - Katolički bogoslovni fakultet. Split. 19 (4): 391–405

## Vanjske poveznice
- Lav V. Armenac Hrvatska enciklopedija
- Lav V. Armenac Proleksis enciklopedija

| Prethodnik:                     | Bizantski carevi | Nasljednik:                        |
| Mihael I. Rangabe (811. – 813.) | Bizantski carevi | Mihael II. Amorijski (820. – 829.) |